# Crassispira discors
Crassispira discors é uma espécie de gastrópode do gênero Crassispira, pertencente à família Pseudomelatomidae.